# Pije
Pije, v preteklosti tudi Pianki, je bil kušitski kralj in ustanovitelj Petindvajsete egipčanske dinastije, ki je v Egiptu vladal iz Napate v Nubiji od leta 744 do 714 pr. n. št., * ni znano, † 714 pr. n. št.

## Ime
Pije je privzel dve prestolni imeni: Usimare in Sneferre. Bil je strasten oboževalec boga Amona, tako kot mnogi drugi nubijski kralji. Obnovil je propadajoč Veliki Amonov tempelj v Džebel Barkalu, ki ga je zgradil faraon Tutmoz III. iz Novega kraljestva. Pri obnovi je zaposlil veliko kiparjev in kamnosekov iz Egipta. V preteklosti se je domnevalo, da je uporabljal tudi prestolno ime Menkeperre (Manifestacija Raja vztraja), za katerega se je ugotovilo, da je pripadalo lokalnemu tebanskemu kralju in Pijevemu sodobniku Iniju. 

## Družina
Pije je bil sin kušitskega kralja Kašte in kraljice Pebatme. Imel je tri ali štiri žene. Abar je bila mati njegovega naslednika Taharke. Razen nje je imel še Tabiri, Peksater in morda Kenso. Z njimi je imel več otrok.
- Kralj Šabataka (Šebitku) je bil njegov sin[6] ali morda brat.[5][7]
- Kralj Taharka, sin kraljice Abar. Na prestol je prišel za stricem Šabako in sorodnikom Šabatako.[5]
- Šepenvepet II., božanska Amonova žena, nameščena v Tebe med vladanjem njenega brata Taharke.[5]
- Kalhata, Šabakova žena, mati kralja Tantamanija in verjetno kralja Šabatake.[5]
- Tabekenamun, poročena z bratom Taharko.[5]
- Naparaje,  poročena z bratom Taharko.[5]
- Takahatenamun, poročena z bratom Taharko.[5]
- Arti, poročena s kraljem Šabatako.[5]
- Har, znan iz darilne listine njegove hčerke Vadžrenes iz Teb (TT34).[5]
- Kaliut, po podatkih na steli v Barkalu guverner Kanada.[5]
- Princesa Mutirdis, glavna prerokinja boginj Hator in Mut v Tebah.[7]  Lahko bi bila tudi hčerka lokalnega vladarja Menkepere Hmunija iz Hermopolisa.[6]

## Osvojitev Egipta
Pije je kot vladar Nubije in Gornjega  Egipta izkoristil spore med vladarji v Spodnjem Egiptu in razširil svojo oblast do Teb.  Tefnaht Saiški se je na to odzval z organiziranjem koalicijo lokalnih kraljev v Nilovi delti in na svojo stran pridobil Pijevega uradnega zaveznika, kralja Hermopolisa Nimlota III.  Svojo vojsko je poslal proti jugu in oblegal Herakleopolis . Mestni kralj Peftdžaubast in lokalni nubijski poveljnik sta na pomoč poklicala Pija. Pije se je na poziv takoj odzval in v 20. letu svoje vladavine zbral vojsko za napad na Srednji in Spodnji Egipt. Na pohodu je nameraval  obiskati Tebe in se udeležiti velikega Opetovega festivala, kar dokazuje, da je v tistem času že popolnoma obvladoval Gornji Egipt. Njegovi vojaški podvigi so opisani na Steli zmage v Džebel Barkalu.
Pije je na pohod gledal kot na sveto vojno in od vojakov zahteval, da se pred bitko obredno očistijo. Sam je daroval velikemu bogu Amonu.
Na pohodu proti severu je pri Herakleopolisu odločilno porazil nasprotnika, osvojil Hermopolis in Memfis in prisilil kralje v Nilovi delti, med njimi Iuputa Leontopolskega,  Osorkona IV. Taniškega in njegovega zaveznika Nimlota Hermopolskega, da so priznali njegovo nadoblast. Tefnaht je pobegnil na enega od otokov v delti in priznal svoj poraz, kušitskemu kralju pa se ni nameraval pokloniti. Pije, zadovoljen z zmago, je odplul v Tebe in se od tam vrnil v Nubijo. V Egipt se ni nikoli več vrnil.
Pijeva oblast v Spodnjem Egiptu je kljub uspešnemu pohodu v Nilovo delto segala samo malo severno od Teb do oaz v Zahodni puščavi in Herakleopolisa, kjer je kot vazalni kralj še naprej vladal Peftdžaubast. Oblast nad celim ozemljem je vzpostavil njegov naslednik Šabaka, ki je v svojem drugem vladarskem letu napadel Sais in porazil Tefnahtovega naslednika Bakenrenefa.

## Dolžina vladanja
Pijev najstarejši znani datum vladanja je 10. dan III. aketa leta 24, zapisan na manjši steli iz templja v oazi Dahla. Napis v grobnici njegovega vezirja, odkrit leta 2006 v Deir El Bahariju, kaže, da je vezir umrl v 27. letu  Pijevega vladanja. Pomembni so morda tudi podatki na reliefih iz Velikega templja v Džebel Barkalu, s katerih je razvidno, da je proslavljal svoj Heb Sed festival, običajen za 30. leto faraonovega vladanja. Ker so se festivali prirejali tudi pred 30. letom, je najpomembnejši podatek iz leta 2006.
Obstajajo tudi domneve, da je vladal 31 let, Za stelo, na kateri je ta podatek, nekateri avtorji trdijo, da ni Pijeva ampak je pripadala faraonu Tefnahtu II.
National Geographic je februarja 2008 objavil članek Roberta Draperja, ki trdi, da je Pije vladal 35 let in napadel Egipt v 20. letu svojega vladanja, se pravi okoli leta 730 pr. n. št. Za vladavino, daljšo od 31 let, ni nobenega arheološkega dokaza.

## Pokop
Pijeva grobnica je ob največji piramidi na pokopališču El Kurru pri  Džebel Barkalu v sedanjem severnem Sudanu. Vanjo vodi devetnajst stopnic. Pogrebna soba je vsekana v živo skalo kot odprt jarek, pokrit  podprto zidano streho. Pokopan je bil na postelji, tako de je njeno ležišče ležalo na kamnitem podstavku. Pred pokopališčem so bili pokopani štirje  njegovi najljubši konji, kar se je godilo prvič po petsto letih. Na El Kurruju je bilo za njim pokopanih več članov njegove vladarske dinastije.

## Vir
- Roberto B. Gozzoli: The Writing of History in Ancient Egypt during the First Millennium BC (ca. 1070-180 BC), Trends and Perspectives, London 2006, str. 54-67 ISBN 0-9550256-3-X

| Pije Petindvajseta egipčanska dinastija Rojen: ni znano Umrl: 714 pr. n. št. |                                               |                     |
| Vladarski nazivi                                                             |                                               |                     |
| Predhodnik: Kašta                                                            | Faraon Egipta 744 pr. n. št. – 714 pr. n. št. | Naslednik: Šabataka |
| Vladarski nazivi                                                             |                                               |                     |
| Predhodnik: Kašta                                                            | Kralj Kuša 744 pr. n. št. – 714 pr. n. št.    | Naslednik: Šabataka |